# Czeberaki (województwo lubelskie)
Czeberaki – wieś w Polsce położona w województwie lubelskim, w powiecie parczewskim, w gminie Milanów.
W latach 1975–1998 miejscowość administracyjnie należała do województwa bialskopodlaskiego.
Wieś stanowi sołectwo w gminie Milanów. Według Narodowego Spisu Powszechnego z roku 2011 wieś liczyła 203 mieszkańców.
Wierni Kościoła rzymskokatolickiego należą do parafii św. Jana Chrzciciela w Parczewie.

## Historia
W drugiej połowie XIX wieku Czeberaki opisano jako wieś z folwarkiem tej nazwy w powiecie radzyńskim, gminie Milanów, parafii w Parczewie. Według spisu z 1827 roku było tu 48 domów i 287 mieszkańców. W roku 1880 spisano 48 domów i 315 mieszkańców, gruntu 857 mórg.